# Jakov Mihajlovics Szverdlov
Jakov Mihajlovics Szverdlov (Nyizsnyij Novgorod, 1885. június 3. – Petrográd 1919. március 16.), szovjet bolsevik államférfi, 1918-19-ben a párt egyik legfontosabb embere.

## Életpályája
Nagyapját Izrail Gauhmannak hívták, aki Szaratovban regisztrált kereskedő volt. Szverdlov apja vésnök volt; igyekezett taníttatni gyermekeit. Jakovot 1896. április 30-án felvették a nyizsnyij-novgorodi kormányzósági gimnáziumba, ahol négy évig tanult. Már gimnazistaként belépett a szociáldemokrata mozgalomba. 1900 augusztusában kilépett a gimnáziumból. Tanonc lett a Nyizsnyij Novgorod-melletti kanavinói gyógyszertárban. „Ekkoriban kezdett kapcsolatba kerülni a tömegekkel.” 1902 áprilisában, egy diáktársa temetése után 14 napra börtönbe csukták. 1903 októberében a rendőrség nyílt megfigyelés alá helyezte.
Az OSZDMP II. kongresszusán a bolsevikok pártján volt. Az 1905-ös forradalom alatt az urali szervezetet irányította. Több szervezetet egyesített Jekatyerinburgban - ez lett az uráli szervezet. 1906. június 10.: Permben letartóztatták. 1909-ig börtönben ült. 1910-12: többször száműzetésben volt, kétszer Narimban, egyszer a sarkkörön túl, Makszimkin Jarban.
1912 januárjában az OSZDMP KB tagja lett a prágai konferencián. 1912 ősz: megszökött a száműzetésből, visszament Pétervárra. A Pravda szerkesztőségében dolgozott. 1913. február: a provokátor kettős ügynök Malinovszkij feladta. 1913 és 1917 között száműzetésben volt Szibériában. Egy darabig (Kurejkában) Sztálinnal együtt. Szverdlov úgy emlékezett vissza, hogy "Dzsugasvili a mindennapi életben túlságosan is individualista". 1917 februárjában megszökött. 1917. április: a KB tagja lett megint. A Pétervári Szovjet Forradalmi Katonai Bizottságának a tagja is.
Az októberi forradalom egyik előkészítője. 1917. november 8.: Kamenyev után ő lett az Összoroszországi Központi Végrehajtó Bizottság elnöke. Mint ilyen, részt vesz az alkotmányozó gyűlésen. 1918-ban az ország második legfontosabb embere lett, Lenin csaknem minden kérdésben vele konzultált. 1919 elején egy gyűlésen Orjolban megfázott, és belázasodott. Pár napi betegeskedés után, március 16-án váratlanul hunyt el, 35 évesen. 1919. március 18-án  Lenin külön beszédben emlékezett meg róla az OK(b)P VIII. kongresszusán, kiemelve Szverdlov kiemelkedő szervezőképességét. „Az ilyen emberek pótolhatatlanok, helyükre egy egész csapatot kell állítani”, mondta róla. Lunacsarszkij azt írta róla az Életrajzokban, hogy: „olyan gyémántnak tűnt, amelynek azért kell kivételesen keménynek lennie, mert egy finom, örökmozgó szerkezet tengelye támaszkodik rá”.
1924-ben tiszteletére Jekatyerinburgot átnevezték Szverdlovszkra, ezt a nevet 1991-ig viselte a város.

## Művei magyarul
- Válogatott cikkek és beszédek. 1917–1919; ford. Jakabfi István; Szikra, Bp., 1950